# コパヒー (護衛空母)
| USS_Copahee_(CVE-12) |                                             |
| 艦歴                 |                                             |
| 発注:                |                                             |
| 起工:                | 1941年6月18日                               |
| 進水:                | 1941年10月21日                              |
| 就役:                | 1942年6月15日                               |
| 退役:                | 1946年7月5日                                |
| 除籍:                | 1959年3月1日                                |
| その後:              | 1961年に廃棄                                |
| 性能諸元             |                                             |
| 排水量:              | 7,800 トン                                  |
| 全長:                | 495.7 ft (151.1 m)                          |
| 全幅:                | 111.5 ft (34 m)                             |
| 吃水:                | 26 ft (7.9 m)                               |
| 機関:                | 蒸気タービン1軸推進、8,500shp               |
| 最大速:              | 16.5 ノット (30.6 km/h)                     |
| 航続距離:            |                                             |
| 兵員:                | 士官、兵員890名                             |
| 兵装:                | 4インチ砲2門、連装40mm機銃8基、20mm機銃27基 |
| 搭載機:              | 24                                          |

コパヒー(USS Copahee, CVE-12)は、アメリカ海軍の護衛空母。ボーグ級航空母艦の1隻。当初は AVG-12（航空機搭載護衛艦）と指定され、1942年8月20日に ACV-12（補助空母）に艦種変更、1943年7月15日に CVE-12（護衛空母）に再変更、1955年6月12日に CVHE-12（護衛ヘリ空母）に再々変更された。

## 艦歴
コパヒーは海事委任契約の下ワシントン州タコマのトッド・パシフィック造船所で1941年6月18日にスチール・アーキテクト(Steel Architect)（船体番号169）として起工した。1941年10月21日にW・M・ウェルズ夫人によって進水し、1942年2月8日に海軍に引き渡され、1942年6月15日にJ・G・ファレル艦長の指揮下就役した。
コパヒーは1942年9月5日にアラメダを出航し、9月28日にヌーメアに到着、貨物、航空機、物資、兵員を送り届ける。10月7日から11日までガダルカナル島へ巡航し、20機の海兵隊航空機をヘンダーソン基地に運搬する。カリフォルニア州サンディエゴへは10月29日帰還し、オーバーホールに入る。
コパヒーは真珠湾で訓練を行った後、1943年2月25日にサンディエゴを出航し、航空機、兵員、物資をニューヘブリディーズ諸島、フィジー、ニューカレドニアの前線基地に運搬する。任務は6月7日まで継続した。
1943年9月2日から1944年1月19日の間にコパヒーは二度の輸送任務に従事し、オーストラリアのタウンズヴィル、ブリスベーンと、真珠湾へ航空機を運搬した。4月10日にサンディエゴを出航し、6月3日まで真珠湾とマジュロへ航空機を運搬した後、マリアナ諸島での戦いに向けて第5艦隊に補充のパイロットと航空機を運搬した。1944年7月28日にサンディエゴに帰還し、日本軍の捕獲機（零式艦上戦闘機13機、九七式艦上攻撃機1機）および機材（エンジン37基）を研究、訓練に使用するため運搬した。
オーバーホールの後、コパヒーは輸送任務に復帰する。戦争の終了までマヌス島、マジュロ、グアム、サイパンおよび真珠湾へ大量の貨物を輸送し、アラメダから6度の往復を行った。1945年9月6日から12月21日までマジック・カーペット作戦に従事し、サイパン、グアム、エニウェトクおよびフィリピンから西海岸に帰還兵を輸送する。1945年12月21日にアラメダに帰還し。1946年7月5日にワシントン州タコマで退役する。
コパヒーは1955年6月12日に CVHE-12（護衛ヘリ空母）へ艦種変更される。その後1959年3月1日に除籍され、1961年にスクラップとして売却された。
コパヒーは第二次世界大戦の戦功で1個の従軍星章を受章した。